# Бельмонт (Аризона)
Бельмонт — сплановане місто неподалік від Фенікса, штат Арізона, Сполучені Штати. Мільярдер-благодійник Білл Гейтс разом із місцевими інвесторами з нерухомості планують створити «розумне місто», де будуть використані передові технології. Воно розташоване в Західній долині, вздовж автомагістрі Interstate 10 поблизу Тонопа .

## Історія
Східна частина району Тонопа прагнули розвивати передмістя з 1990-х років, але брак прогресу в Західній долині до 2000-х років призупинив проект. У середині 2000-х років, розробники запропонували Дуглас Ранч, довгостроковий проект, який надасть житло більш ніж 290 000 людям. Участь Білла Гейтса в запланованій спільноті було оголошено 8 листопада 2017 року. Його інвестиційна компанія Cascade Investment, як повідомляється, придбала 80 мільйонів доларів у проекті.

## Плани
Бельмонт складається із (10 га) земельних ділянок, які будуть розділені на офіси (1,500 га), торгові площі, промисловий простір (1,500 га), відкритий простір (1,400 га) та місце для шкіл (190га). На решті території буде розміщено 80 тис. житлових приміщень. Після завершення будівництва громада планує забезпечити таку ж кількість населення, як у місті Темпі .
Мета розробки — інтеграція в місто автономних транспортних засобів, високошвидкісних цифрових мереж та центрів обробки даних.

## Транспорт
Бельмонт розташується вздовж автомагістралі Interstate 10 поблизу планованого перетину з Interstate 11 , майбутньою магістраллю, яка з'єднає район Фенікс з Лас-Вегасом та Ріно .

## Критика
Джон Талтон, журналіст Seattle Times , колишній житель Phoenix, попередив, що розвиток Бельмонт збільшить загрозу для пустелі Сонора. Він також застеріг, що зміна клімату може загрожувати довготривалому населенню району Фенікс, оскільки вода стає дефіцитом температура зростає. Генрі Грабар з інтернет-видання Slate критикував медіа-цирк навколо втручання Гейтса, а також «дурний характер» пропозиції.